# Chick Reiser
Joseph Francis "Chick" Reiser (Nueva York, Nueva York, 17 de diciembre de 1914-Destin, Florida, 29 de julio de 1996) fue un jugador y entrenador de baloncesto estadounidense que disputó tres temporadas entre la BAA y la NBA, además de jugar previamente en la ABL y la NBL. Fue además entrenador de los Baltimore Bullets durante una temporada. Con 1,80 metros de estatura, jugaba en la posición de escolta.

## Trayectoria deportiva

### Universidad
Su andadura universitaria transcurrió en los Violets de la Universidad de Nueva York.

### Profesional
Comenzó su carrera profesional en los Kingston Colonials de la ABL en 1938, donde jugó una temporada promediando 4,6 puntos por partido. Al año siguiente fue fichado por los Troy Celtics, donde fue el máximo anotador de su equipo y el sexto mejor de la liga, con 6,8 puntos por partido. En 1941 ficha por Wilmington Blue Bombers, donde juega 11 partidos en los que promedia 7,1 puntos, ganando el título de liga. Su perriplo por la liga acabó en los Brooklyn Indians, donde volvió a ser uno de los anotadores más destacados de la competición, promediando 8,3 puntos por partido.
En 1943 fichó por los Fort Wayne Pistons, entonces en la NBL, y allí disputó 3 temporadas, ganando 2 de ellas, en 1944 y 1945, El equipo participaba también en el World Professional Basketball Tournament, siendo elegido en el segundo mejor quinteto en 1945.
Fue elegido en el Draft de la BAA de 1947 por Baltimore Bullets, haciéndose también con los servicios de su compañero en los Pistons Buddy Jeannette, quienes junto al dos veces mejor jugador de la NBL Mike Bloom formaron la columna vertebral del equipo. Reiser fue el segundo mejor anotador del equipo, con 11,5 puntos por partido, sólo superado por Kleggie Hermsen, y acabaron por ganar la liga tras derrotar en las Finales a los Philadelphia Warriors.
Al año siguiente, y a pesar de sus 34 años de edad, volvió a ser uno de los jugadores más destacados de los Bullets, promediando 11,0 puntos y 2,3 asistencias.
Antes del comienzo de la temporada 1949-50 fue despedido, fichando entonces como agente libre por los Washington Capitols, donde jugaría su última temporada como profesional, promediando 9,0 puntos y 2,6 asistencias por partido.

### Entrenador
Con la temporada 1951-52 ya avanzada, sustituyó al frente del banquillo de los Baltimore Bullets a Fred Scolari, dirigiendo 27 partidos hasta el final de la temporada, en los que sólo consiguió 8 victorias.
Al año siguiente, tras perder los tres primeros partidos del campeonato, fue destituido, siendo reemplazado por Clair Bee.

## Estadísticas de su carrera en la NBA

### Temporada regular
| Temporada | Edad | Equipo              | Liga  | P   | TIT | MIN | TC  | TCA  | %TC  | 3P | 3PA | %3P | TL  | TLA | %TL  | R.OF. | R.DEF. | REB | ASIS | ROB | TAP | PER | FP  | PTS  |
| 1947-48   | 33   | Baltimore Bullets   | BAA   | 47  |     |     | 4.3 | 13.4 | .322 |    |     |     | 2.9 | 3.9 | .741 |       |        |     | 0.9  |     |     |     | 3.7 | 11.5 |
| 1948-49   | 34   | Baltimore Bullets   | BAA   | 57  |     |     | 3.8 | 11.5 | .335 |    |     |     | 3.3 | 4.5 | .732 |       |        |     | 2.3  |     |     |     | 3.5 | 11.0 |
| 1949-50   | 35   | Washington Capitols | NBA   | 67  |     |     | 2.9 | 9.6  | .305 |    |     |     | 3.2 | 3.8 | .835 |       |        |     | 2.6  |     |     |     | 3.3 | 9.0  |
| Total     |      |                     | TOTAL | 171 |     |     | 3.6 | 11.3 | .321 |    |     |     | 3.1 | 4.1 | .772 |       |        |     | 2.0  |     |     |     | 3.5 | 10.4 |
|           |      |                     | BAA   | 104 |     |     | 4.0 | 12.3 | .329 |    |     |     | 3.1 | 4.3 | .735 |       |        |     | 1.7  |     |     |     | 3.6 | 11.2 |
|           |      |                     | NBA   | 67  |     |     | 2.9 | 9.6  | .305 |    |     |     | 3.2 | 3.8 | .835 |       |        |     | 2.6  |     |     |     | 3.3 | 9.0  |

### Playoffs
| Temporada | Edad | Equipo              | Liga  | P  | MIN | TCA | TC  | 3PA | 3P | TLA | TL | R.OF. | REB | ASIS | ROB | TAP | PER | FP | PTS | %TC  | %3P | %FT  | MIN | PTS  | REB | AST |
| 1947-48   | 33   | Baltimore Bullets   | BAA   | 11 |     | 36  | 139 |     |    | 31  | 42 |       |     | 7    |     |     |     | 46 | 103 | .259 |     | .738 |     | 9.4  |     | 0.6 |
| 1948-49   | 34   | Baltimore Bullets   | BAA   | 3  |     | 6   | 25  |     |    | 18  | 20 |       |     | 8    |     |     |     | 15 | 30  | .240 |     | .900 |     | 10.0 |     | 2.7 |
| 1949-50   | 35   | Washington Capitols | NBA   | 2  |     | 7   | 27  |     |    | 9   | 11 |       |     | 5    |     |     |     | 11 | 23  | .259 |     | .818 |     | 11.5 |     | 2.5 |
| Total     |      |                     | TOTAL | 16 |     | 49  | 191 |     |    | 58  | 73 |       |     | 20   |     |     |     | 72 | 156 | .257 |     | .795 |     | 9.8  |     | 1.3 |
|           |      |                     | BAA   | 14 |     | 42  | 164 |     |    | 49  | 62 |       |     | 15   |     |     |     | 61 | 133 | .256 |     | .790 |     | 9.5  |     | 1.1 |
|           |      |                     | NBA   | 2  |     | 7   | 27  |     |    | 9   | 11 |       |     | 5    |     |     |     | 11 | 23  | .259 |     | .818 |     | 11.5 |     | 2.5 |